# ملامحمد مغربی
ملامحمد مغربی یا ملامحمد مغرب زمین نام یکی از رهبران و طرفداران مشهور علویان بود که به همراه دو پسرش در تعقیب و گریزی طولانی؛ بین حکومت و آنان در ناحیهٔ شمال‌شرقی روستای اوندر (روستای متروکهٔ پشت پنجه) کشته شد و مدفون گشت. آرامگاه وی در تاریخ ۲۲ مرداد ۱۳۸۴ با شمارهٔ ثبت ۱۳۱۸۴ به‌عنوان یکی از آثار ملی ایران به ثبت رسیده است.